# Томчик, Рышард (политик)
Рышард Владислав Томчик (пол. Ryszard Władysław Tomczyk;  17 августа 1959, деревня Бежвник Хощненского повята, Польша) — польский политик, историк, депутат Польского сейма IV созыва.

## Биография
Окончил гуманитарный факультет Высшей педагогической школы  в Щецине (ныне Щецинский университет). Докторскую диссертацию защитил в Щецинском университете. Работал на отделении Истории государства и права факультета права и управления Жешувского университета, где получил учёную степень хабилитированного доктора. Впоследствии стал сотрудником Института истории и международных отношений Щецинского университета.
Был также директором школы-восьмилетки, а с 1994 года — войтом гмины Бежвник. В 2002–2003 гг. был депутатом сеймика Западно-Поморского воеводства и членом правления воеводства.
В 2003 году стал депутатом Сейма 4-го созыва по Кошалинскому округу от партии «Союз демократических левых сил». Сменил на этой должности Рышарда Улицкого.

## Публикации
- Ukraińskie Zjednoczenie Narodowo-Demokratyczne 1925–1939, Szczecin 2006
- Galicyjska Rusko-Ukraińska Partia Radykalna w latach 1890–1914, Szczecin 2007
- Radykałowie i socjaldemokraci. Miejsce i rola lewicy w ukraińskim obozie narodowym w Galicji 1890–1914, Szczecin 2007
- Socjaldemokraci ukraińscy i polscy. Z dziejów współpracy, Warszawa 2007
- Ukraińska Partia Radykalna w II Rzeczypospolitej 1918–1926, Szczecin 2007
- Myśl Mocarstwowa. Z dziejów młodego pokolenia II Rzeczypospolitej, Szczecin 2008
- Między Wiedniem a Lwowem. Szkice z historii administracji w Austrii, Szczecin 2010
- Zmiany w nauczaniu prawa w monarchii habsburskiej. Początki wykładu uniwersyteckiego z historii prawa austriackiego. — 2014. — ISSN 1507-4943.